# Vasco Sameiro
Vasco Santiago Ribeiro Pereira do Sameiro (ur. 3 marca 1906 w Rossas, zm. 27 czerwca 2001 w Bradze) – portugalski kierowca wyścigowy.

## Życiorys
Urodził się w Rossas w gminie Vieira do Minho. Karierę rozpoczął pod koniec lat 20., pierwszy wyścig wygrał zaś w 1929 roku. Na początku kariery ścigał się w sprintach Delage'ami i Alfami Romeo. W 1931 roku w Portugalii zainaugurowano wyścigi na torach; Sameiro używał wówczas samochodów Ford, Lancia, Alvis i Alfa Romeo. Wygrał wówczas zawody na Circuito Campo Grande oraz kilka wyścigów samochodów sportowych. W 1932 roku używał pojazdów marki Ford, Invicta i Delage, wygrywając wyścigi w Vila Real i Boaviście; zajął również trzy drugie miejsca. W roku 1933 ścigał się półfabryczną Alfą Romeo 8C. Wygrał wówczas trzy główne wyścigi w Portugalii (Campo Grande, Vila Real i Boavista), zajął drugie miejsce w Grand Prix Barcelony z takimi rywalami jak Nuvolari i Jean-Pierre Wimille, zwyciężał także wyścigi górskie Penha i Guimarães. W 1934 roku bez większych sukcesów ścigał się w Wielkiej Brytanii, po czym zrobił sobie rok przerwy. Wrócił do ścigania w 1936 roku, ponownie wygrywając wyścig w Vila Real. Sukces ten powtórzył w latach 1937–1938; dzięki pięciokrotnemu zwycięstwu w Vila Real zyskał przydomek „O Rei de Vila Real” („Król Vila Real”).
W 1937 roku po raz pierwszy ścigał się w Brazylii, zajmując czwartą pozycję w Grand Prix Rio de Janeiro tuż za fabrycznymi Auto Unionami i Ferrari. 12 maja 1940 roku ścigał się na nowo otwartym torze Interlagos, ale jadąc Alfą Romeo 8C na drugim miejscu, odpadł z powodu awarii. Po II wojnie światowej powrócił do Portugalii i ścigał się sportowymi Ferrari w mistrzostwach krajowych i międzynarodowych. W 1950 roku rywalizował Ferrari 166MM, po czym został kierowcą Ferrari 225 S. Samochodem tym wygrał wyścig Circuito de Vila do Conde w 1952 roku. Rok później miał poważny wypadek, ścigając się Ferrari 290MM. W międzyczasie ścigał się także w Brazylii, jeżdżąc Maserati 4CLT w 1951 roku, a dwa lata później w Ferrari 225 wygrał wyścig samochodów sportowych na Maracanie. Osiągnięcie to powtórzył w 1955 roku. Zrezygnował ze sportu motorowego po poważnym wypadku podczas treningów do Grand Prix Portugalii 1955 na torze Oporto. Zmarł w Bradze w 2001 roku.
Jego bracia, Gaspar i Roberto, również byli kierowcami wyścigowymi. Jego imieniem nazwany jest tor w Bradze, Circuito Vasco Sameiro.